# Altenbrak
Altenbrak er en kommune der ligger nordvest for Treseburg i dalen til floden Bode. Den hører til Verwaltungsgemeinschaft Brocken-Hochharz i Landkreis Harz i den tyske delstat Sachsen-Anhalt.
Altenbrak nævnes første gang 1448 som bjergværk/smeltehytte, men historien går formentlig tilbage til 1227, og der var jernudvinding frem til 1867, da den sidste jernhytte lukkede, hvilket medførte fattigdom i området. Senere udviklede turisterhvervet sig, og tiltrak mange til de smukke bjerge og dale i Harzen.
Den knap 100 km lange vandrevej Harzer Hexenstieg fra Osterode til Thale, går gennem Altenbrak.